# 滇东蒿
滇东蒿（学名：Artemisia orientali-yunnanensis）是菊科蒿属的植物，为中国的特有植物。分布在中国大陆的云南等地，生长于海拔1,500米至2,500米的地区，见于山坡与路旁，目前尚未由人工引种栽培。
其种加词 orientali-yunnanensis 意为“云南东部的”。